# Ordonnance de Champagne de 1224
L'ordonnance de Champagne de 1224 est une ordonnance du comte de Champagne Thibaut IV sur le règlement de la succession des fiefs entre héritiers mâles.

## Contexte
Le 1er mai 1210, le roi de France Philippe-Auguste fait, avec Eudes, duc de Bourgogne, Hervé de Donzy, comte de Nevers, Renaud de Dammartin, comte de Boulogne, Gaucher de Châtillon comte de Saint-Pol, Gui de Dampierre et plusieurs grands du royaume une ordonnance afin de partager les fiefs entre les différents héritiers mâles tout en assurant à l'aîné la part la plus importante.
Le roi a probablement incité ses grands vassaux à souscrire à cette constitution, dont Blanche de Navarre, régente du Comté de Champagne pendant la minorité de Thibaut IV, qui promulgue une ordonnance en 1212 sur le règlement de la succession des fiefs entre filles en l'absence d'héritier mâle, ainsi que sur les duels judiciaires.

## Contenu
Par ordonnance établie en Noël 1224, le comte de Champagne Thibaut IV applique à la succession des fiefs entre héritiers mâles les conditions de l'ordonnance de Champagne de 1212 sur la successions entre les filles en l’absence d'héritiers mâles établies par sa mère Blanche de Navarre.
Cette ordonnance, rédigée en latin, fractionne les fiefs, châteaux et autres maisons-fortes entre tous les garçon tout en gardant la part la plus importante pour l'aînée mais en lui réduisant le privilège. Ainsi, l'aîné hérite de la forteresse s'il n'en existe qu'une, ou peut en choisir une en premier s'il s'en trouve plusieurs dans la succession. les frères puînés choisissent ensuite leur forteresse du plus vieux au plus jeune.

## Conséquences
La conséquence de cette ordonnance est de diminuer autant que possible le droit d'aînesse sans le supprimer complètent.

## Participants
Les principaux participants à cette ordonnance sont :
- Simon de Joinville, sénéchal de Champagne.
- Hugues de Châtillon, fils du comte de Saint-Pol, bouteiller de Champagne.
- Robert de Milly, chambellan de Champagne.
- Milon de Nanteuil, évêque de Beauvais.
- Henri II, comte de Bar-le-Duc.
- Jean de Montmirail, comte de Chartres.
- Jean de Pierrepont, comte de Roucy.
- Guy de Châtillon, comte de Saint-Pol.
- Hugues, comte de Vaudémont.
- Guy d'Arcis.
- Gautier II d'Arzillières .
- Érard II d'Aulnay.
- Érard de Brienne.
- Clarambaud de Chappes.
- Hugues, vidame de Châlons.
- Jacques de Chacenay, frère du sire de Chacenay.
- Simon Ier de Châteauvillain.
- Eustache II de Conflans.
- Thomas de Coucy, frère du sire de Coucy.
- Renard de Dampierre-en-Astenois.
- Rénier de Nogent.
- Philippe de Plancy.
- Guy de Plancy, seigneur de Gondrecourt, frère du précédent.
- Anseau de Possesse.
- Manassès de Pougy.
- Gautier de Reynel.
- Nicolas de Rumilly.
- Guy de Sailly, frère du sénéchal Simon de Joinville.
- Simon de Sexfontaines.
- Garnier IV de Traînel.
- Gautier de Vignory.
- Hugues de Rethel, châtelain de Vitry.

Comme pour l'ordonnance de Champagne de 1212, cette liste démontre que seuls les grands-officiers et les principaux seigneurs du comté de Champagne peuvent concourir aux ordonnances et à la promulgation de loirs, et prouve aussi l'importance de certains fiefs.

## Source
- Marie Henry d'Arbois de Jubainville, Histoire des Ducs et Comtes de Champagne, 1865.
- Louis, Chantereau Le Febvre, Traîté des fiefs et de leur origine, 1662 (lire en ligne).
- Nicolas Brussel, Nouvel examen de l'usage général des fiefs en France pendant les XIe, XIIe, XIIIe et XIVe siècles, 1750 (lire en ligne).